# Pfarrhaus (Tödtenried)

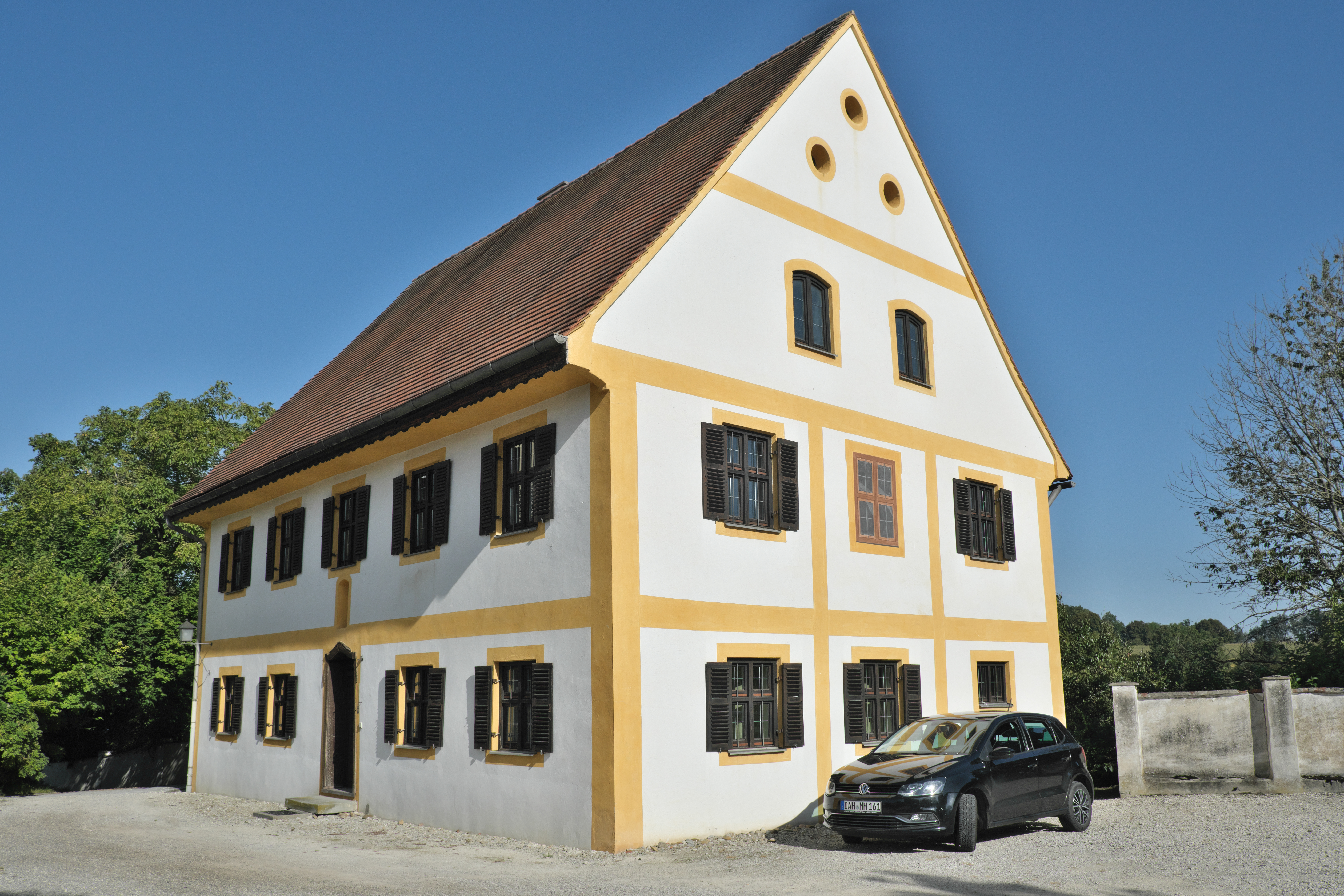
Ehemaliges Pfarrhaus in Tödtenried

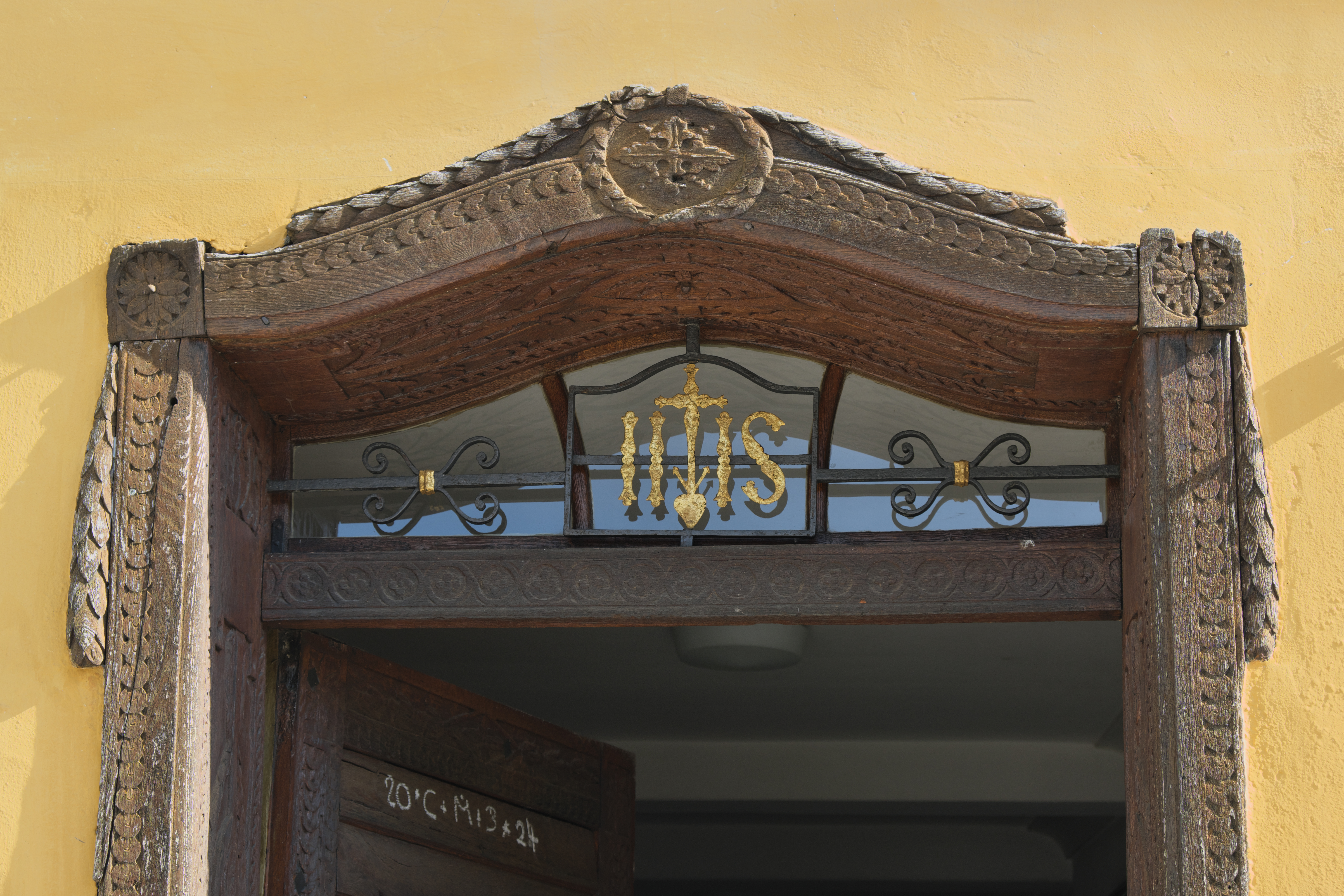
Oberlicht des Portals

Das Pfarrhaus in Tödtenried, einem Gemeindeteil von Sielenbach im Landkreis Aichach-Friedberg im bayerischen Regierungsbezirk Schwaben, wurde im Kern im frühen 17. Jahrhundert errichtet und im 18. Jahrhundert umgestaltet. Das ehemalige Pfarrhaus am Pfarrweg 1, neben der katholischen Pfarrkirche St. Katharina, ist ein geschütztes Baudenkmal.
Der zweigeschossige Satteldachbau im Stil des Barocks besitzt fünf zu drei Fensterachsen. Das Portal hat einen geschnitzten Rahmen, in der Heiligennische darüber fehlt die Heiligenfigur. Im Oberlicht ist das Christusmonogramm IHS zu sehen.
Im Inneren sind noch alte Teile erhalten: Holztreppe, Türen und ein Kachelofen.
Seit der Renovierung in den 1980er Jahren dient das Gebäude als Pfarr- und Jugendheim.